# Nupserha nigricornis
Nupserha nigricornis är en skalbaggsart som beskrevs av Fisher 1935. Nupserha nigricornis ingår i släktet Nupserha och familjen långhorningar. Inga underarter finns listade i Catalogue of Life.